# خرس‌سرها
کله خرسی ها (نام علمی: Arctocephalus) نام یک سرده از تیره فک گوش‌دار است. کله خرسی‌ها اکثراً دو دمبو هستند.
این فک‌ها از تیره فک‌های وحشی هستند.ا

## گونه‌ها
- - فک خزپوش جنوبگان, Arctocephalus gazella
  - فک خزپوش گوادالوپه, Arctocephalus townsendi
  - فک خزپوش خوآن فرناندز, Arctocephalus philippii
  - فک خزپوش گالاپاگوس, Arctocephalus galapagoensis
  - فک خزپوش قهوه‌ای (or Cape fur seal), Arctocephalus pusillus
  - فک خزپوش استرالزی, Arctocephalus forsteri
  - فک خزپوش زیرجنوبگان, Arctocephalus tropicalis
  - فک خزپوش آمریکای جنوبی, Arctocephalus australis